# Пологівська сільська рада (Охтирський район)
Поло́гівська сільська́ ра́да — колишній орган місцевого самоврядування в Охтирському районі Сумської області. Адміністративний центр — село Пологи.

## Загальні відомості
- Населення ради: 959 осіб (станом на 2001 рік)

## Населені пункти
Сільській раді підпорядковані населені пункти:
- с. Пологи
- с. Корабельське
- с. Манчичі

## Склад ради
Рада складається з 14 депутатів та голови.
- Голова ради: Мокроусова Катерина Сидорівна
- Секретар ради: Манчич Ніна Іванівна

### Керівний склад попередніх скликань
| Прізвище, ім'я, по батькові   | Основні відомості                                                 | Дата обрання | Дата звільнення |
| ----------------------------- | ----------------------------------------------------------------- | ------------ | --------------- |
| Шейко Іван Олексійович        | Сільський голова, 1954 року народження, освіта вища, позапартійна | 26.03.2006   | 31.10.2010      |
| Шейко Іван Олексійович        | Сільський голова, 1954 року народження, освіта вища, безпартійний | 31.10.2010   | 12.03.2014      |
| Мокроусова Катерина Сидорівна | Сільський голова, 1959 року народження, освіта вища, позапартійна | 26.10.2014   |                 |

Примітка: таблиця складена за даними сайту Верховної Ради України